# Crinitzberg
Crinitzberg település Németországban, azon belül Szászország tartományban. Lakosainak száma 1785 fő (2023. december 31.). Crinitzberg Giegengrün és Steinberg községekkel határos.

## Népesség
A település népességének változása:
| Lakosok száma | 2039 | 1943 | 1916 | 1840 | 1811 | 1785 |
|               | 2014 | 2017 | 2019 | 2021 | 2022 | 2023 |